# Крембц

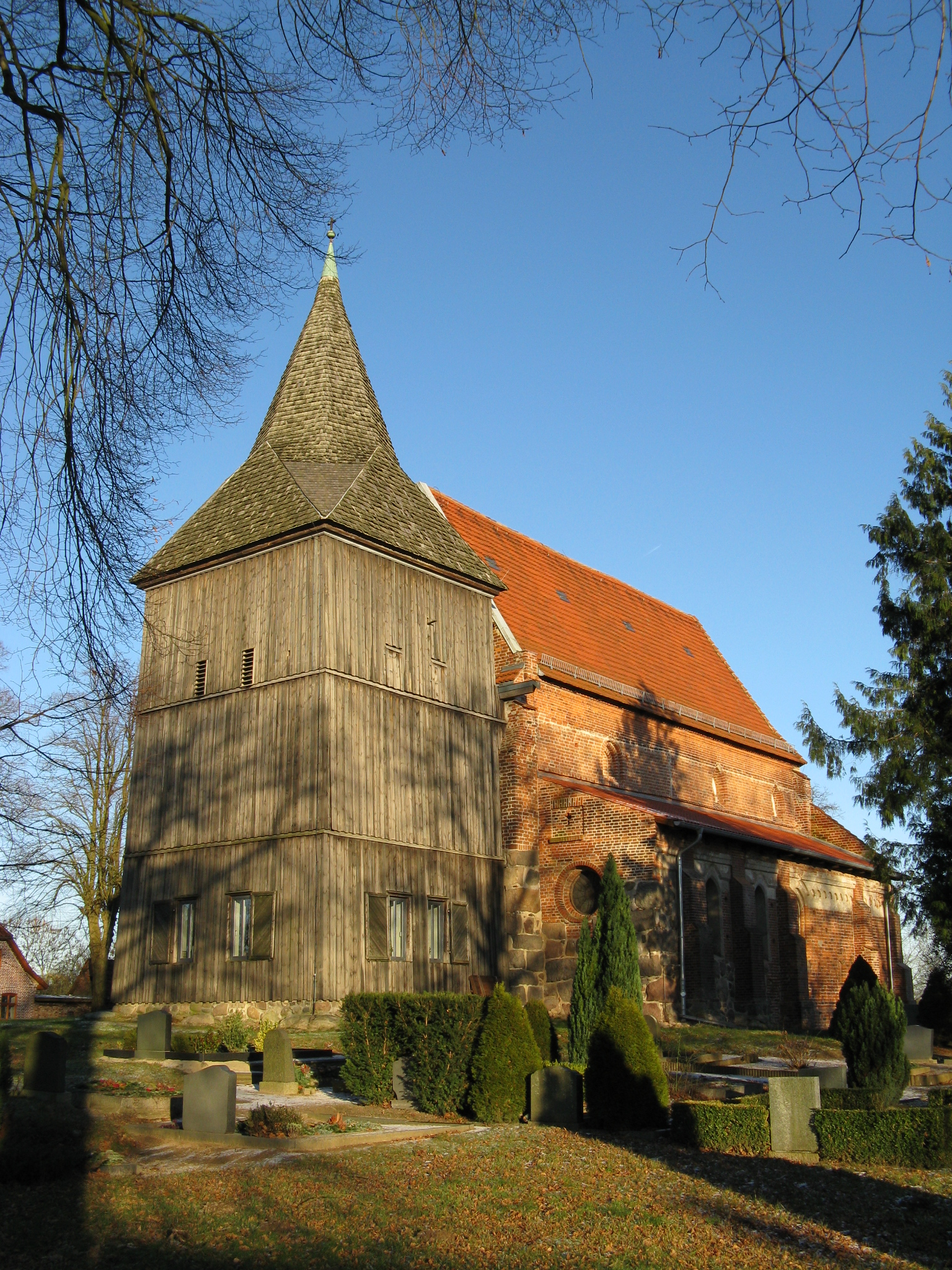
Церковь в Грос-Залиц

Крембц (нем. Krembz) — община (коммуна) в Германии, в земле Мекленбург-Передняя Померания. 
Входит в состав района Северо-западный Мекленбург. Подчиняется управлению Гадебуш.  Население составляет 896 человек (на 31 декабря 2013 года). Занимает площадь 39,06 км².
В состав общины входят населённые пункты Альт-Штайнбек, Грос-Залиц, Крембц, Ной-Штайнбек, Радегаст, Шёнвольде и Штёлльниц.